# Snapper Island
Snapper Island è un'isola situata nel mar dei Coralli nella regione di Cairns nel Queensland (Australia). Si trova 20 km a nord della città di Port Douglas.

## Geografia
Snapper Island, che ha una superficie di 0,66 km², è situata lungo la costa del Queensland in corrispondenza della foce del fiume Daintree. Si trova all'interno della Parco marino della Grande barriera corallina e fa parte di un parco nazionale (Hope Islands National Park) composto di quattro isole distanti fra di loro: Snapper, Struk Island, a sud di  Cape Tribulation (16°10′16″S 145°26′50″E), e le Hope Islands (East Hope e West Hope) che si trovano 37 km a sud-est di Cooktown e a nord di Cape Tribulation (15°44′51″S 145°26′38″E).

### Fauna
Snapper Island ospita una varietà di uccelli della foresta, tra cui: Rhipidura albiscapa, Rhipidura rufifrons, la nettarinia ventregiallo, Myzomela obscura,  Melithreptus lunatus,  Sphecotheres,  Dicaeum hirundinaceum, il megapodio piediarancio, il nibbio bramino e l'artamo pettobianco; e di uccelli marini: il chiurlo piccolo, il piro-piro asiatico, Tringa incana, la garzetta di Reef e il falco pescatore.
La barriera corallina che circonda l'isola ospita una varietà di vita marina.

## Storia
L'isola fa parte del tradizionale stato marino degli aborigeni Kuku Yalanji, che continuano a cacciare e pescare intorno all'isola.
Nei primi anni del 1900, era in funzione sull'isola una calcara e si praticava la lavorazione dei cetrioli di mare.